# Итуриа
Итуриа — правитель (энси) Эшнунны во 2-й половине XXI века до н. э.
Первоначально был наместником царя III династии Ура Шу-Суэна. Итуриа даже заложил храм для царя-бога Шу-Суэна.
| Династия Эшнунны  |                                                  |                     |
| Предшественник: — | правитель Эшнунны 2-я половина XXI века до н. э. | Преемник: Ильшуилия |